# Dominique Fernandez
Dominique Fernandez (Neuilly-sur-Seine, 25 agosto 1929) è uno scrittore francese, membro dell'Académie française. Nel 1982 vinse il Prix Goncourt.

## Biografia
Figlio di Ramón Fernández, diplomatico e critico letterario francese di origini messicane la cui reputazione fu compromessa dalla collaborazione col Partito Popolare Francese, tenne durante il suo discorso di insediamento all'Académie française un'accorata difesa della figura del padre. Per la spada accademica scelse una rappresentazione di Ganimede.
Nel 1961 sposò Diane Jacquin de Margerie, da cui ebbe due figli prima del divorzio, che arrivò nel 1971. È dichiaratamente gay.

## Opere
Romanzi
- L'Écorce des pierres, Parigi, Grasset 1959
- L’Aube, Parigi, Grasset 1962
- Lettres à Dora, Parigi, Grasset 1969
- Les Enfants de Gogol, Parigi, Grasset 1971
- Porporino ou les Mystères de Naples, Parigi, Grasset, 1974 - Prix Médicis[3]
  - Porporino o i misteri di Napoli, traduzione di Anna Rosso Cattabiani, Rusconi, Milano 1976
- La Rose des Tudors, Parigi, Julliard 1976
- L'Étoile rose, Parigi, Grasset 1978
  - La stella rosa, traduzione di Anna Rosso Cattabiani, Rusconi, Milano 1980
- Une fleur de jasmin à l’oreille, Parigi, Grasset 1980
- Signor Giovanni, Parigi, Balland 1981
  - Signor Giovanni, trad. di Fabrizio Ascari, Rizzoli, Milano 1986
- Dans la main de l'ange, Parigi, Grasset 1982
  - Nella mano dell'angelo, Bompiani, Milano 1983
- L’Amour, Parigi, Grasset 1986 -  Prix Charles-Oulmont de la Fondation de France
- La Gloire du paria, Parigi, Grasset 1987
  - La gloria del paria, Bompiani, Milano 1987
- L'École du sud, Parigi, Grasset 1991
  - La scuola del Sud, Bompiani, Milano 1992
- Porfirio et Constance, Parigi, Grasset 1992
  - Porfirio e Constance, traduzione di Fabrizio Ascari, Bompiani, Milano 1994
- Le Dernier des Médicis, Parigi, Grasset, 1994 ISBN 2-246-48701-3
- Tribunal d'honneur, Parigi, Grasset 1997 ISBN 2-246-52501-2
- Nicolas, Parigi, Grasset 2000
  - Nikolaj, traduzione di Fabrizio Ascari, T. Pironti, Napoli 2001
- La Course à l'abîme, Parigi, Grasset 2003 ISBN 2-246-64371-6
  - La corsa all'abisso, traduzione di Fabrizio Ascari, Colonnese, Napoli 2005
- Sentiment indien, Parigi, Grasset, 2005 ISBN 2-246-68341-6
  - Sentimento indiano, traduzione di Anna Morpurgo, Archinto, Milano 2006
- Jérémie! Jérémie! (Sur les traces d'Alexandre Dumas), Parigi, Grasset 2006 ISBN 2-246-69531-7
- L'Art de raconter, Parigi, Grasset 2007 ISBN 2-246-71931-3
- Place Rouge, Parigi, Grasset 2007 ISBN 978-2-246-72911-2
- Avec Tolstoï, Parigi, Grasset, 2010 (nel centenario della morte dello scrittore).
- Pise 1951, Parigi, Grasset 2011 ISBN 978-2-246-77671-0
- On a sauvé le monde, Parigi, Grasset 2014 ISBN 978-2-246-80465-9
- Correspondance indiscrète, Parigi, Grasset 2016 ISBN 978-2-246-85883-6
- La Société du mystère, Parigi, Grasset 2017 ISBN 978-2-246-86313-7

Saggi
- Le roman italien et la crise de la conscience moderne, Grasset, Parigi 1958
  - Il romanzo italiano e la crisi della coscienza moderna, Lerici, Milano 1960
- Les evenements de Palerme, B. Grasset, Parigi 1966
- L'échec de Pavese, Parigi, Grasset 1967
- Il mito dell'America negli intellettuali italiani: dal 1930 al 1950, traduzione di Alfonso Zaccaria, Salvatore Sciascia, Caltanissetta 1969
- Sergueï Eisenstein, Parigi, Grasset 1975
  - Ejzenstein, con una nota di Renato Tomasino, Sellerio, Palermo 1980
- Le Rapt de Ganymède, Parigi, Grasset 1989
  - Il ratto di Ganimede: la presenza omosessuale nell'arte e nella società, traduzione di Fabrizio Ascari, Bompiani, Milano 1991
- La Perle et le Croissant (L'Europe baroque de Naples à Saint-Pétersbourg), photographies de Ferrante Ferranti, Parigi, Plon, 1995
- L'Amour qui ose dire son nom. Art et homosexualité, Parigi, Stock 2001 ISBN 2-234-05747-7 - la traduzione inglese di questo libro riceve negli Stati Uniti il prix Lambda Literary; edizione rivista e ampliata nel 2005
- Amants d'Apollon: L'Homosexualité dans la culture, Parigi, Grasset 2015 ISBN 978-2-246-85506-4

Scritti di viaggio
- Mère Méditerranée, photographies de Ferrante Ferranti, Parigi, Grasset 1965
  - Madre mediterranea, traduzione di Paolo Caruso, A. Mondadori, Milano 1967
- Amsterdam, Parigi, Le Seuil, 1977
- Les siciliens, photos Ferdinando Scianna; textes Dominique Fernandez & Leonardo Sciascia, Denoel, Parigi 1977
  - I siciliani, foto di Ferdinando Scianna; testi di Dominique Fernandez e Leonardo Sciascia, G. Einaudi, Torino 1977
- Le Promeneur amoureux. De Venise à Syracuse, Parigi, Plon 1980.
  - Il viaggiatore amoroso, traduzione di Fabrizio Ascari, Rizzoli, Milano 1982
- Les momies de Palerme, Editions di Chene, Parigi 1980
- Le volcan sous la ville: promenades dans Naples, photographies de Jean-Noel Schifano, Plon, Parigi 1983
- Le Banquet des anges (L'Europe baroque de Rome à Prague), photographies de Ferrante Ferranti, Parigi, Plon 1984
- Le Radeau de la Gorgone (Promenades en Sicile), photographies Ferrante Ferranti, Parigi, Grasset 1988, Premio Brancati,[4], Prix Méditerranée[5]
  - La zattera della Gorgone: passeggiate in Sicilia,  fotografie di Ferrante Ferranti; traduzione di Fabrizio Ascari, Sellerio, Palermo 1992
- L’Or des Tropiques, promenades dans le Portugal et le Brésil baroques, photographies de Ferrante Ferranti, Parigi, Grasset 1993 ISBN 978-2-246-46881-3
- La Magie blanche de Saint-Pétersbourg, Prima parte, Parigi, Gallimard 1994 ISBN 978-2-07-043888-4
- Castel del Monte: journal d'un voyage, fotografie di Ferrante Ferranti; testo di Dominique Fernandez; a cura di Domenico D'Oria, ACIF-AF, Bari 1994
- Le Voyage d'Italie (Dictionnaire amoureux), photographies de Ferrante Ferranti, Parigi, Plon 1997 ISBN 9782259185165
- Rhapsodie roumaine, photographies de Ferrante Ferranti, Parigi, Grasset 1998 ISBN 2-246-57161-8 / 9782246571612 / 2-246-57161-8
- Rome, photographies de Ferrante Ferranti, éd. Philippe Rey 2005 ISBN 2-84876-020-6
- Sicile, photographies de Ferrante Ferranti, Parigi, Imprimerie nationale, 2006 ISBN 2-7427-6357-0
  - Viaggio in Sicilia, traduzione di Anna Pasti, Arsenale, San Giovanni Lupatoto 2007
- Villa Médicis, photographies Ferrante Ferranti, Parigi, éd. Philippe Rey 2010 ISBN 978-2-84876-168-8
- Baroque catalan, con Jean-Luc Antoniazzi, photographies de Ferrante Ferranti, Herscher, Parigi 2011
- Transsibérien, Parigi, Grasset 2012 ISBN 978-2-2467-8937-6
- Le Piéton de Rome, portrait souvenir, Parigi, éd. Philippe Rey 2015 ISBN 978-2848764573
- Adieu, Palmyre, photographies de Ferrante Ferranti, Parigi, éd. Philippe Rey 2016 ISBN 978-2848765204
- Le Radeau de la Gorgone. Promenades en Sicile, photographies de Ferrante Ferranti, Parigi, éd. Philippe Rey 2016 ISBN 978-2-84876-628-7
- Le piéton de Florence, photographies de Ferrante Ferranti, Philippe Rey, Paris 2019

Scritti vari
- L'Arbre jusqu'aux racines: psychanalyse et création, Parigi, Grasset 1972
- Dictionnaire amoureux de la Russie (ill. Catherine Dubreuil), Parigi, Plon, 2004 ISBN 2-259-19517-2
- Dictionnaire amoureux de l’Italie (ill. Alain Bouldouyre), Parigi, Plon, 2008 ISBN 978-2-259-20948-9
- Ramon, Parigi, Grasset. 2009 ISBN 978-2-246-73941-8 – Prix François-Mauriac de la région Aquitaine, grand prix Jean-Giono
- Dictionnaire amoureux de Stendhal, Parigi, Plon 2013 ISBN 978-2-259-21094-2

## Onorificenze
Onorificenze francesi
Onorificenze straniere

## Altri riconoscimenti
L'Académie française gli ha conferito nel 1962 il Prix Durchon-Louvet per l'insieme della sua opera letteraria.